# Widnau
Widnau (toponimo tedesco) è un comune svizzero di 10 337 abitanti del Canton San Gallo, nel distretto di Rheintal.

## Geografia fisica
Il territorio di Widnau si estende sul versante occidentale della valle del Reno lungo il confine tra l'Austria e la Svizzera; è attraversato dal canale interno del Rheintal e comprende parte della frazione di Heerbrugg (che si estende anche nei comuni di Au, Balgach e Berneck).

## Storia
Il comune politico di Widnau è stato istituito nel 1882-1883 per scorporo da quello di Diepoldsau.

## Monumenti e luoghi d'interesse
- Chiesa parrocchiale cattolica di San Giuseppe, ricostruita nel 1903-1904[3];
- Cappella riformata, eretta nel 1911[3];
- Rovine della chiesa di San Giacomo, eretta nel 1504, ricostruita nel XVII secolo e parzialmente demolita nel 1990[3].

## Società

### Evoluzione demografica
L'evoluzione demografica è riportata nella seguente tabella:
Abitanti censiti

## Infrastrutture e trasporti
Widnau è servito dall'omonima uscita sull'autostrada A13/E43 e dalla strada principale 445.